# تاياب (مقاطعة دورة)
تاياب (بالفارسية: تایاب) هي قرية تقع في Shurab Rural District في إيران. يقدر عدد سكانها بـ 90 نسمة بحسب إحصاء 2016.